# Список деталей рельефа Плутона

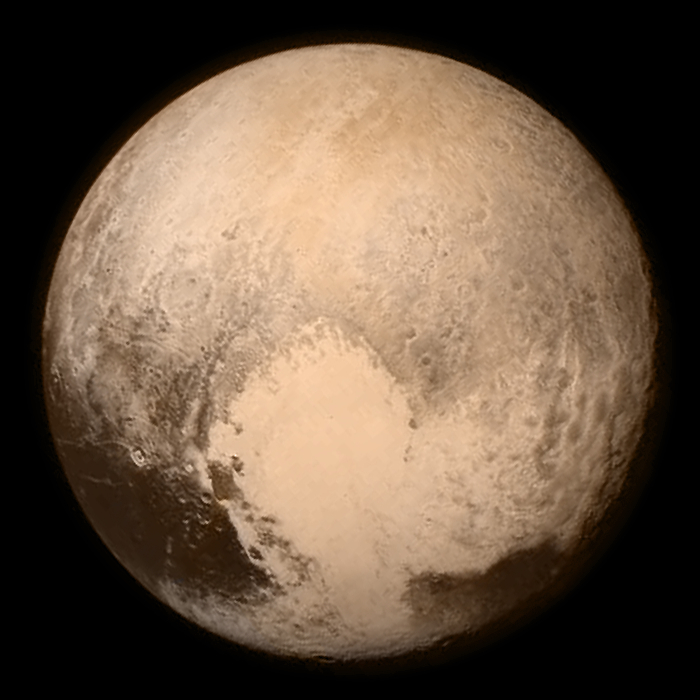
Фото Плутона, сделанное «Новыми горизонтами» 13 июля 2015 г.

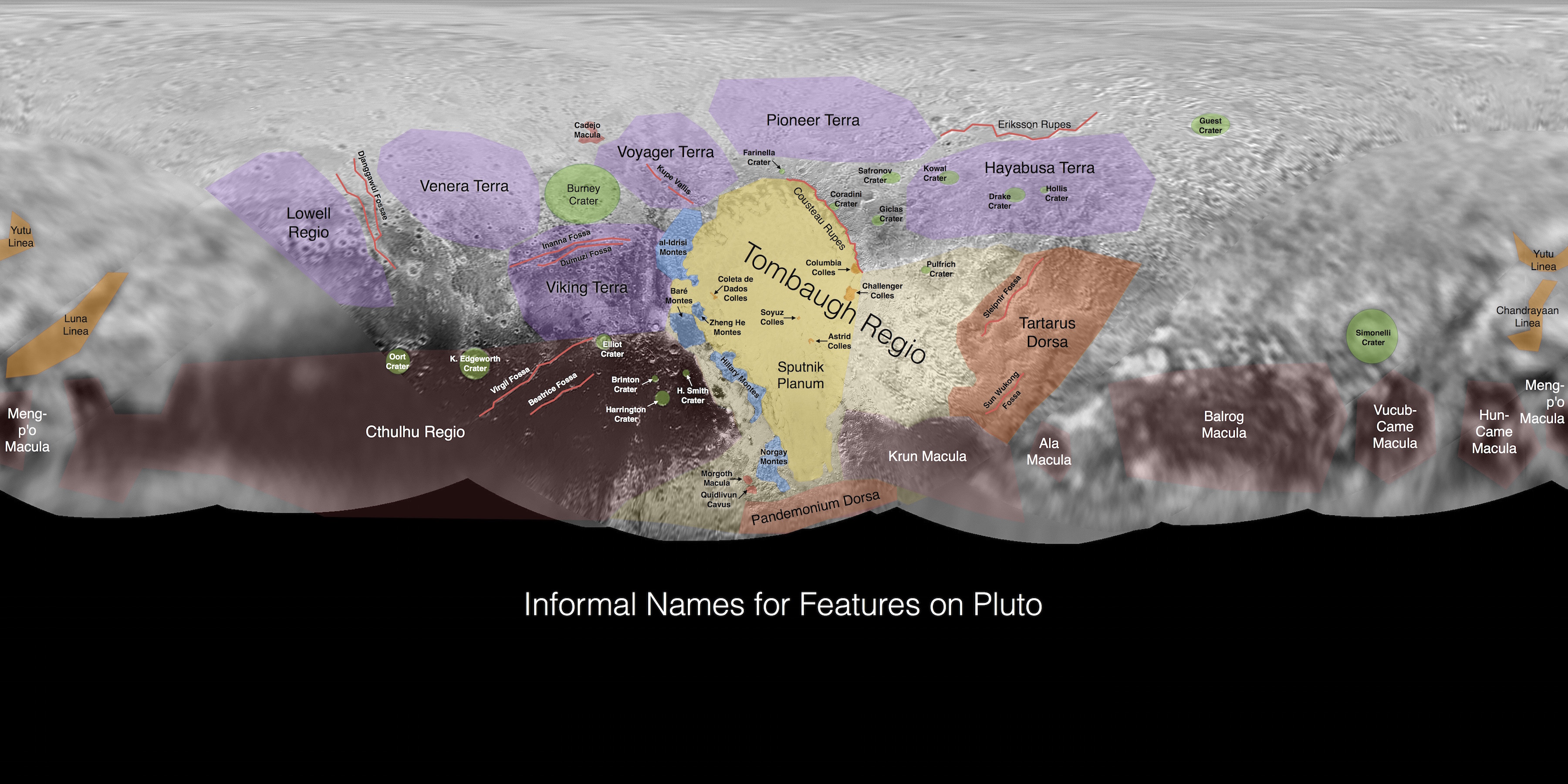
Предварительные названия деталей поверхности, используемые научной группой «Новых горизонтов»

## Описание
Снимки поверхности карликовой планеты Плутон были получены межпланетной станцией «Новые горизонты» в июле 2015 года с пролётной траектории. Деталям поверхности, различимым на снимках, были присвоены названия, которые в то время не имели официального статуса. Тем не менее некоторые из них позднее упоминались в научных публикациях, посвящённых геологии Плутона. Их называли именами подземного мира и связанных с ним персонажей мифов разных народов, а также писателей, инженеров и учёных, касавшихся темы Плутона и других объектов пояса Койпера.
В различных научных и околонаучных кругах эта тема широко обсуждалась ещё во время подлёта «Новых Горизонтов» к Плутону. 
В феврале 2017 года Международный астрономический союз утвердил шесть тем, согласно которым должны получать названия детали поверхности Плутона. Описание этих тем и соответствующие им типы структур рельефа Плутона приведены в таблице:
| Тип структуры                                                       | Названа в честь                                                                                   |
| ------------------------------------------------------------------- | ------------------------------------------------------------------------------------------------- |
| Факулы (faculae), макулы (maculae), рытвины (sulci)                 | Боги, богини и другие существа, связанные с подземным миром, из мифологии, фольклора и литературы |
| Котловины (cavi), гряды (dorsa), озёра (lacūs)                      | Названия подземного мира и мест в нём из мифологии, фольклора и литературы                        |
| Потоки (fluctūs), борозды (fossae), долины (valles)                 | Герои и другие исследователи подземного мира                                                      |
| Кратеры и области (regiones)                                        | Учёные и инженеры, связанные с Плутоном и поясом Койпера                                          |
| Холмы (colles), линии (lineae), равнины (planitiae), земли (terrae) | Пионерские космические миссии и космические корабли                                               |
| Горы (montes), болота (paludes), уступы (rupēs)                     | Пионеры прошлого, открывшие новые горизонты в исследовании Земли, моря и неба                     |

8 августа 2017 года Международный астрономический союз утвердил первые названия деталей поверхности Плутона.

## Кратеры
| Русское название | Латинское название | Размер, км | Координаты                                              | Происхождение названия                                                                                      | #      |
| ---------------- | ------------------ | ---------- | ------------------------------------------------------- | --- | ------ |
| Берни            | Burney             | 296        | 45°41′ с. ш. 133°47′ в. д. / 45,68° с. ш. 133,79° в. д. | Венеция Берни в возрасте 11 лет предложила назвать новую открытую планету Плутоном.                         | [ 6 ]  |
| Эллиот           | Elliot             | 96         | 12°02′ с. ш. 138°52′ в. д. / 12,04° с. ш. 138,86° в. д. | Джеймс Эллиот — американский учёный, открывший атмосферу Плутона.                                           | [ 7 ]  |
| Харе             | Khare              | 58         | 27°51′ с. ш. 94°34′ в. д. / 27,85° с. ш. 94,56° в. д.   | Бишун Харе — учёный, исследовавший толины, которые, вероятно, ответственны за самые тёмные области Плутона. | [ 8 ]  |
| Киладзе          | Kiladze            | 44,42      | 28°23′ с. ш. 212°55′ в. д. / 28,39° с. ш. 212,92° в. д. | Ролан Киладзе (1931—2010) — учёный, проводивший исследования по динамике, астрометрии и фотометрии Плутона. | [ 9 ]  |
| Симонелли        | Simonelli          | 286        | 12°47′ с. ш. 314°46′ в. д. / 12,79° с. ш. 314,76° в. д. | Дэймон Симонелли — учёный, проводивший исследования по истории формирования Плутона.                        | [ 10 ] |

## Области
| Русское название | Латинское название | Размер, км | Координаты                                            | Происхождение названия | #             |
| ---------------- | ------------------ | ---------- | ----------------------------------------------------- | --- | ------------- |
| область Лоуэлла  | Lowell Regio       | 1215       | 86° с. ш. 338° в. д. / 86° с. ш. 338° в. д.           | Персиваль Лоуэлл — астроном, основавший обсерваторию, используя которую Клайд Томбо открыл Плутон. Продвигал идею о «Планете X», благодаря которой и был открыт Плутон. | [ 11 ] [ 12 ] |
| область Томбо    | Tombaugh Regio     | 2300       | 7°37′ с. ш. 183°13′ в. д. / 7,62° с. ш. 183,22° в. д. | Клайд Томбо — первооткрыватель Плутона. | [ 13 ] [ 12 ] |

## Равнины
| Русское название | Латинское название | Размер, км | Координаты                                              | Происхождение названия                                                         | #             |
| ---------------- | ------------------ | ---------- | ------------------------------------------------------- | ------------------------------------------------------------------------------ | ------------- |
| равнина Лунохода | Lunokhod Planitia  | 557        | 30°45′ с. ш. 109°34′ в. д. / 30,75° с. ш. 109,57° в. д. | «Луноход-1» и «Луноход-2», советские самоходные аппараты для исследования Луны | [ 14 ]        |
| равнина Спутника | Sputnik Planitia   | 1492       | 19°31′ с. ш. 178°41′ в. д. / 19,51° с. ш. 178,69° в. д. | «Спутник-1» — первый искусственный спутник Земли.                              | [ 12 ] [ 15 ] |

## Земли
| Русское название | Латинское название | Размер, км | Координаты                                              | Происхождение названия | #      |
| ---------------- | ------------------ | ---------- | ------------------------------------------------------- | --- | ------ |
| Земля Хаябусы    | Hayabusa Terra     | 1115       | 46°04′ с. ш. 229°53′ в. д. / 46,07° с. ш. 229,88° в. д. | АМС «Хаябуса» — японский космический аппарат и миссия, доставившая на Землю образцы астероида. | [ 16 ] |
| Земля Веги       | Vega Terra         | 1614       | 33°58′ с. ш. 85°29′ в. д. / 33,96° с. ш. 85,49° в. д.   | АМС «Вега-1» и «Вега-2» — космические аппараты, впервые запустившие воздушные шары в атмосферу другой планеты (Венера, 1985), а затем впервые получившие изображения ядра кометы (комета Галлея, 1986). | [ 17 ] |
| Земля Венеры     | Venera Terra       | 742        | 56°53′ с. ш. 117°37′ в. д. / 56,89° с. ш. 117,62° в. д. | Серия АМС «Венера» — космические аппараты, известные пионерскими достижениями, в том числе, ставшие: первым созданным человеком объектом, вошедшим в атмосферу другой планеты (АМС «Венера-3», 1966), установившим на месте состав атмосферы другой планеты (АМС «Венера-4», 1967), совершившим мягкую посадку на другой планете (АМС «Венера-7», 1970), приславшим изображения с поверхности другой планеты (АМС «Венера-9», 1975). | [ 18 ] |
| Земля Вояджера   | Voyager Terra      | 843        | 60°05′ с. ш. 153°31′ в. д. / 60,08° с. ш. 153,52° в. д. | АМС «Вояджер-1» и АМС «Вояджер-2» — космические аппараты, впервые совершившие рандеву со всеми четырьмя планетами-гигантами. | [ 19 ] |

## Горы
| Русское название | Латинское название | Размер, км | Координаты                                              | Происхождение названия                                                                                         | #             |
| ---------------- | ------------------ | ---------- | ------------------------------------------------------- | --- | ------------- |
| горы аль-Идриси  | Al-Idrisi Montes   | 383        | 33°59′ с. ш. 156°01′ в. д. / 33,99° с. ш. 156,01° в. д. | Мухаммад аль-Идриси — арабский географ.                                                                        | [ 20 ]        |
| горы Барре       | Baret Montes       | 170        | 14°36′ с. ш. 157°48′ в. д. / 14,6° с. ш. 157,8° в. д.   | Жанна Барре — первая женщина, совершившая кругосветное путешествие.                                            | [ 21 ]        |
| горы Табэи       | Tabei Montes       | 105        | 11°44′ ю. ш. 164°20′ в. д. / 11,73° ю. ш. 164,33° в. д. | Дзюнко Табэи — первая женщина, покорившая Эверест и семь вершин.                                               | [ 22 ]        |
| горы Тенцинга    | Tenzing Montes     | 283        | 15°37′ ю. ш. 177°23′ в. д. / 15,61° ю. ш. 177,38° в. д. | Тенцинг Норгей — непальский шерпа, который вместе с Эдмундом Хиллари первым покорил вершину Эвереста.          | [ 12 ] [ 23 ] |
| горы Хиллари     | Hillary Montes     | 388        | 3°16′ с. ш. 169°35′ в. д. / 3,26° с. ш. 169,58° в. д.   | Эдмунд Хиллари — новозеландский альпинист, который вместе с Тенцингом Норгеем первым покорил вершину Эвереста. | [ 12 ] [ 24 ] |
| горы Чжэн Хэ     | Zheng He Montes    | 101        | 19°01′ с. ш. 160°34′ в. д. / 19,01° с. ш. 160,57° в. д. | Чжэн Хэ — китайский путешественник, возглавлявший экспедиции в Азию, Африку и на Средний Восток.               | [ 25 ]        |

## Гряды
| Русское название | Латинское название | Размер, км | Координаты                                           | Происхождение названия                                                                                | #             |
| ---------------- | ------------------ | ---------- | ---------------------------------------------------- | --- | ------------- |
| гряды Тартар     | Tartarus Dorsa     | 850        | 8°30′ с. ш. 233°05′ в. д. / 8,5° с. ш. 233,09° в. д. | Тартар — греческий загробный мир богов и монстров, расположенный глубже Аида — загробного мира людей. | [ 26 ] [ 27 ] |

## Борозды
| Русское название  | Латинское название | Размер, км | Координаты                                             | Происхождение названия                                                                                        | #      |
| ----------------- | ------------------ | ---------- | ------------------------------------------------------ | --- | ------ |
| борозды Джанганул | Djanggawul Fossae  | 585        | 41°00′ с. ш. 84°19′ в. д. / 41° с. ш. 84,31° в. д.     | Три существа в мифологии коренных народов Австралии.                                                          | [ 28 ] |
| борозды Хермода   | Hermod Fossae      | 592        | 8°38′ ю. ш. 119°20′ в. д. / 8,63° ю. ш. 119,34° в. д.  | Хермод — сын Одина, который ездил на лошади Слейпнир в подземное царство, чтобы забрать своего брата Бальдра. | [ 29 ] |
| борозда Слейпнира | Sleipnir Fossa     | 508        | 23°42′ с. ш. 234°31′ в. д. / 23,7° с. ш. 234,51° в. д. | Слейпнир — восьминогий конь Одина, который возил его в подземное царство.                                     | [ 30 ] |
| борозды Виргилия  | Virgil Fossae      | 710        | 5°14′ с. ш. 122°46′ в. д. / 5,23° с. ш. 122,76° в. д.  | Вергилий — древнеримский поэт, проводник Данте в аду и чистилище, согласно его «Божественной комедии».        | [ 31 ] |

## Котловины
| Русское название  | Латинское название | Размер, км | Координаты                                             | Происхождение названия                                                         | #      |
| ----------------- | ------------------ | ---------- | ------------------------------------------------------ | ------------------------------------------------------------------------------ | ------ |
| котловина Адливун | Adlivun Cavus      | 21,4       | 15°24′ ю. ш. 188°52′ в. д. / 15,4° ю. ш. 188,86° в. д. | Адливун — подземный мир в эскимосской мифологии.                               | [ 32 ] |
| котловина Гекла   | Hekla Cavus        | 98,4       | 6°52′ с. ш. 154°40′ в. д. / 6,86° с. ш. 154,66° в. д.  | Гекла — исландский вулкан, который в средневековой Европе считали входом в ад. | [ 33 ] |

## Уступы
| Русское название | Латинское название | Размер, км | Координаты                                             | Происхождение названия                                                                                          | #      |
| ---------------- | ------------------ | ---------- | ------------------------------------------------------ | --- | ------ |
| уступ Пири       | Piri Rupes         | 549        | 27°08′ с. ш. 108°54′ в. д. / 27,13° с. ш. 108,9° в. д. | Пири-реис — мореплаватель и картограф, автор одной из первых карт мира (1513) и известной «Книги морей» (1521). | [ 34 ] |

## Линии
| Русское название | Латинское название | Размер, км | Координаты                                              | Происхождение названия                                                                        | #      |
| ---------------- | ------------------ | ---------- | ------------------------------------------------------- | --------------------------------------------------------------------------------------------- | ------ |
| Линия Луны       | Luna Linea         | 220        | 19°53′ с. ш. 22°47′ в. д. / 19,88° с. ш. 22,78° в. д.   | Серия советских и российских АМС «Луна», первые 24 из которых были запущены в 1950—1970-х гг. | [ 35 ] |
| Линия Юйту       | Yutu Linea         | 324        | 32°46′ с. ш. 1°47′ в. д. / 32,77° с. ш. 1,79° в. д.     | Серия китайских луноходов, начавшаяся с запущенного в 2013 году «Юйту».                       | [ 36 ] |
| Линия Зонда      | Zond Linea         | 192        | 23°55′ с. ш. 336°49′ в. д. / 23,91° с. ш. 336,82° в. д. | Серия из восьми советских АМС «Зонд», запущенных с 1964 по 1970 год.                          | [ 37 ] |